# Antoni Słonimski
Pour les articles homonymes, voir Slonimski.
Antoni Słonimski, né le 15 novembre 1895 et mort le 4 juillet 1976, est un poète, artiste, journaliste, dramaturge et prosateur polonais. Président de l'Union des écrivains polonais (en) en 1956-1959 pendant l'Octobre polonais, il est connu pour son dévouement à la justice sociale.

## Biographie
Słonimski est le petit-fils de Hayyim Selig Slonimski (en), le fondateur de « Hatzfira », premier hebdomadaire hébreu mettant l'accent sur les sciences. Son père, ophtalmologiste, s'est converti au christianisme lorsqu'il a épousé une catholique. Słonimski est né à Varsovie et est baptisé et élevé en tant que chrétien. Il étudie à l'Académie des beaux-arts de Varsovie. En 1919, il cofonde le groupe de poètes expérimentaux Skamander avec Julian Tuwim et Jarosław Iwaszkiewicz. En 1924, il se rend en Palestine et au Brésil, et en 1932 en Union Soviétique.
En 1928, il devient membre de l'Union des écrivains polonais (en) et en devient le président entre 1956 et 1959.
Słonimski passe les années de guerre en exil en Angleterre et en France. Il dirige, de 1946 à 1948, la Section internationale de littérature et de théâtre de l'UNESCO. Il retourne en Pologne en 1951,. Il collabore à des périodiques populaires : Nowa Kultura (1950-1962), Szpilki (1953-1973) et Przegląd Kulturalny. Il est un anti-stalinien actif et partisan de la libéralisation. En 1964, il est l'un des signataires et le principal auteur de la Lettre des 34 (en) au Premier ministre Józef Cyrankiewicz concernant la liberté de la culture. Słonimski meurt le 4 juillet 1976 dans un accident de voiture à Varsovie,.

## Œuvres
- Sonety, 1918
- Parada, 1920
- Godzina poezji, 1923
- Droga na wschód, 1924, recueil de poèmes inspirés de ses voyages en Palestine et au Brésil
- Torpeda czasu, 1926, roman de science-fiction influencé par H. G. Wells [9]
- Z dalekiej podróży, 1926
- Rodzina, 1933, comédie sur deux frères : un communiste et un fasciste
- Okno bez krat, 1935
- Dwa końce świata, 1937, roman prédisant la destruction de Varsovie par un dictateur nazi
- Alarm, 1940
- Wiek klęski, 1945
- Nowe wiersze, 1959
- Wiersze 1958–1963, 1963
- 138 wierszy, 1973

### Traductions francophones
- Antoni Słonimski (trad. Marie Rakowska), Misère et grandeur de la Russie rouge, Paris, La Nouvelle revue critique, 1934, 223 p. (BNF 31376434)

## Récompenses
- Ordre Polonia Restituta
  - 1952 : Croix d'Officier[10]
  - 1954 : Croix de Commandeur[11]